# Miliusa
Chi Song môi (danh pháp khoa học: Miliusa) là chi thực vật có hoa trong họ Annonaceae.

## Tên gọi
Các loài có ở Việt Nam được gọi là song môi hay mại liễu.

## Mô tả
Cây gỗ hoặc cây bụi mọc thẳng. Cụm hoa mọc ở nách lá hoặc trên nách lá, tụ thành chùm hoặc xim hoa, 1 hoa. Hoa chủ yếu là lưỡng tính. Cuống nhỏ thon, thường thuôn dài. Đế hoa nâng cao, thường có lông tơ dài. Lá đài 3, nhỏ, có nắp, hợp sinh tại đáy. Cánh hoa 6, xếp thành 2 vòng, với mỗi vòng có nắp; các cánh hoa bên ngoài tương tự như lá đài; các cánh hoa bên trong lớn, mọc thẳng, mỏng, đáy hình túi nông và có vấu ngắn, mép ban đầu dính nhau nhưng dễ rời, đỉnh thường cuốn ngoài. Nhị nhiều; mô liên kết hẹp và không che các ngăn bao phấn, đỉnh gần nhọn đột ngột. Lá noãn nhiều, thuôn dài; noãn 1-8 mỗi lá noãn; đầu nhụy hình đầu, hình trứng, hoặc hình cầu. Quả có lá noãn rời; đơn quả nhiều, gần như không cuống đến có hình cuống dài, hình cầu đến hình trứng. Hạt 1 đến một số trong mỗi đơn quả.

## Phân bố
Nhiệt đới và cận nhiệt đới châu Á và Australia.

## Các loài
Danh sách loài được công nhận lấy theo Plants of the World Online:
- Miliusa amplexicaulis Ridl., 1910
- Miliusa andamanica Finet & Gagnep., 1906
- Miliusa astiana Chaowasku & Kessler, 2014
- Miliusa baillonii Pierre, 1881 - Song môi cuống dài, mại liễu cuống dài, mại liễu Baillon.
- Miliusa balansae Finet & Gagnep., 1906 (đồng nghĩa: M. sinensis) - Mại liễu, mại liễu balansa, song môi, song môi tàu.
- Miliusa banghoiensis Jovet-Ast, 1940 - Mại liễu ba ngòi.
- Miliusa brahei  (F.Muell.) Jessup, 1986
- Miliusa butonensis Chaowasku & Kessler, 2013
- Miliusa cambodgensis Chaowasku & Kessler, 2014
- Miliusa campanulata Pierre, 1881 – Mại liễu hoa chuông.
- Miliusa chantaburiana Damth. & Chaowasku, 2018
- Miliusa codonantha Chaowasku, 2013
- Miliusa cuneata Craib, 1912
- Miliusa dioeca  (Roxb.) Chaowasku & Kessler, 2013
- Miliusa eupoda  (Miq.) I.M.Turner, 2015
- Miliusa filipes Ridl., 1920
- Miliusa flaviviridis N.V.Page, Poti & K.Ravik., 2015
- Miliusa fragrans Chaowasku & Kessler, 2013
- Miliusa fusca Pierre, 1881
- Miliusa glandulifera C.E.C.Fisch., 1926
- Miliusa gokhalaei Ratheesh, Sujanapal, Anil Kumar & Sivad., 2012
- Miliusa hirsuta Chaowasku & Kessler, 2013
- Miliusa horsfieldii Baill. ex Pierre, 1881
- Miliusa indica Lesch. ex A.DC., 1832
- Miliusa intermedia Chaowasku & Kessler, 2013
- Miliusa koolsii  (Kosterm.) J.Sinclair, 1955
- Miliusa lanceolata Chaowasku & Kessler, 2006
- Miliusa macrocarpa Hook.f. & Thomson, 1855
- Miliusa macropoda Miq., 1865
- Miliusa malnadensis N.V.Page & Nerlekar, 2016
- Miliusa manickamiana Murugan, 2016
- Miliusa mollis Pierre, 1881 (đồng nghĩa: Orophea mollis (Pierre) Bân, 1994) - Mại liễu mềm, tháp hình mềm.
- Miliusa montana Gardner ex Hook.f. & Thomson, 1855
- Miliusa nakhonsiana Chaowasku & Kessler, 2013
- Miliusa nilagirica Bedd., 1869
- Miliusa ninhbinhensis Chaowasku & Kessler, 2014 – Mại liễu Ninh Bình.
- Miliusa novoguineensis Mols & Kessler, 2003
- Miliusa paithalmalayana Josekutty, 2015
- Miliusa parviflora Ridl., 1911
- Miliusa pumila Chaowasku, 2014
- Miliusa saccata C.E.C.Fisch., 1926
- Miliusa sahyadrica G.Rajkumar, Alister, Nazarudeen & Pandur., 2016
- Miliusa sclerocarpa Kurz, 1872
- Miliusa sessilis Chaowasku & Kessler, 2013
- Miliusa tenuistipitata W.T.Wang, 1957
- Miliusa thailandica Chaowasku & Kessler, 2013
- Miliusa thorelii Finet & Gagnep., 1907
- Miliusa tirunelvelica Murugan, Manickam, Sundaresan & Jothi, 2004
- Miliusa tomentosa  (Roxb.) Finet & Gagnep., 1906
- Miliusa traceyi Jessup, 1988
- Miliusa tristis Kurz, 1874
- Miliusa umpangensis Chaowasku & Kessler, 2013
- Miliusa velutina Hook.f. & Thomson, 1855 - Song môi lông vàng, mại liễu lông.
  - Miliusa velutina var. deviyarina S.M.Rajendran, S.C.Agarwal & H.N.Verma, 2003
- Miliusa vidalii J.Sinclair, 1955
- Miliusa viridiflora Chaowasku & Kessler, 2013
- Miliusa wayanadica Sujanapal, Ratheesh & Sasidh., 2010
- Miliusa wightiana Hook.f. & Thoms., 1855
- Miliusa zeylanica Gardner ex Hook.f. & Thomson, 1855

## Hình ảnh

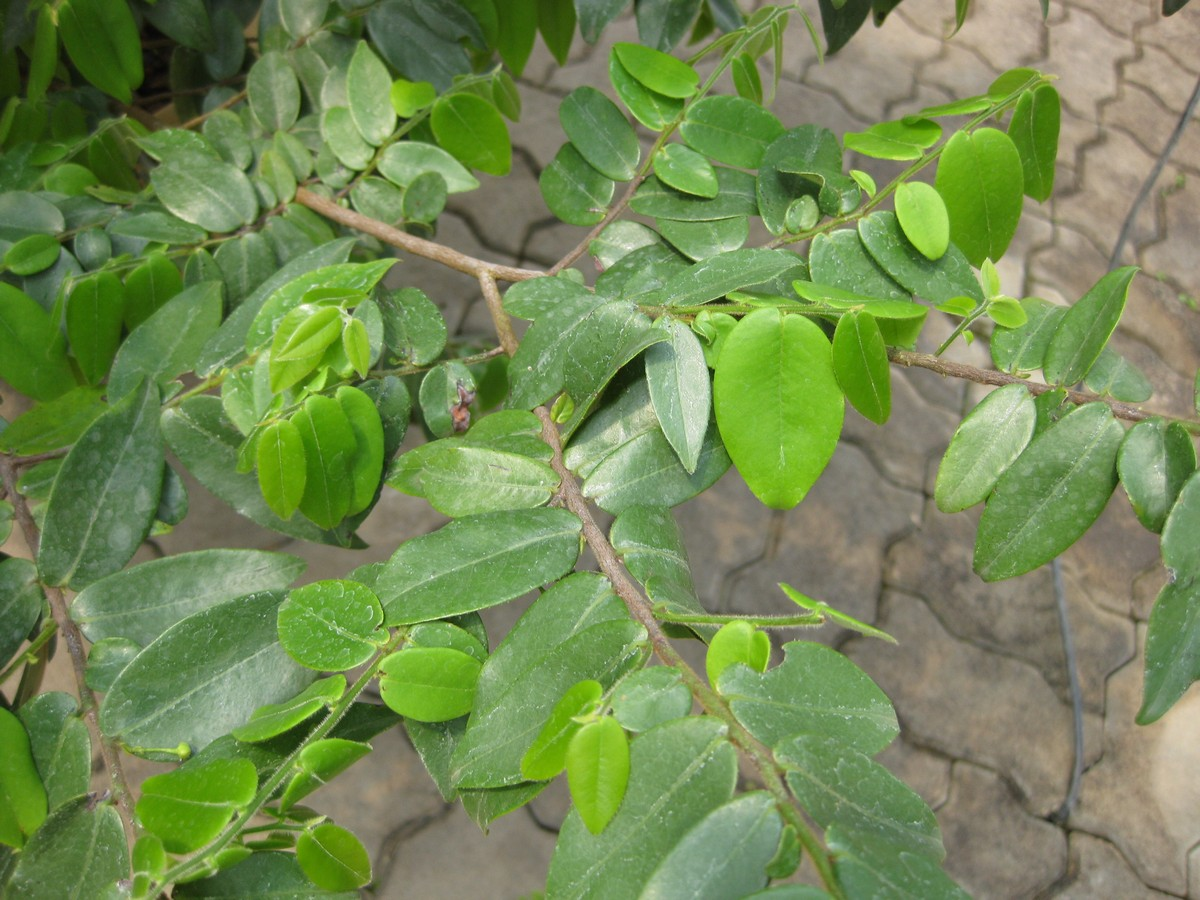
Miliusa mollis
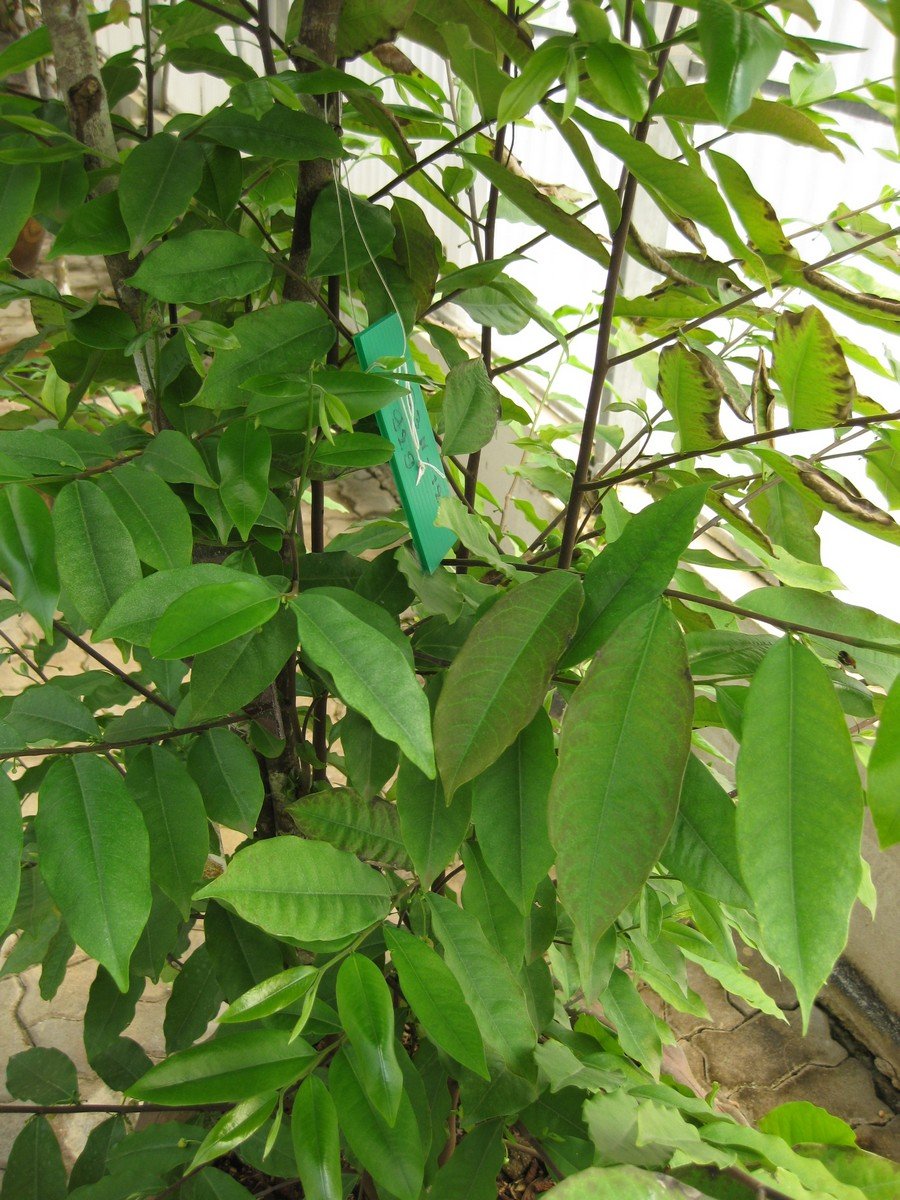
Miliusa eupoda
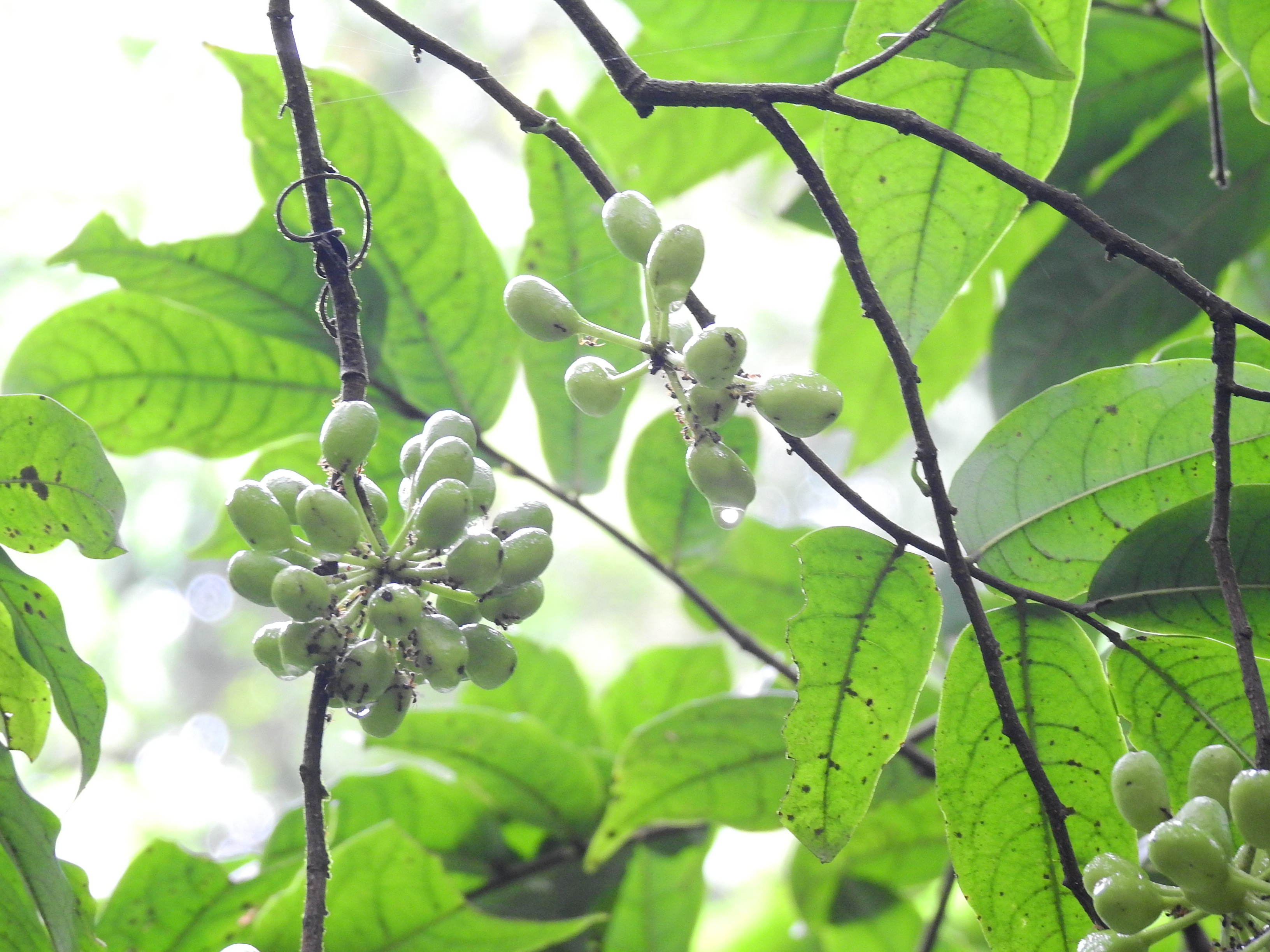
Miliusa roxburghiana
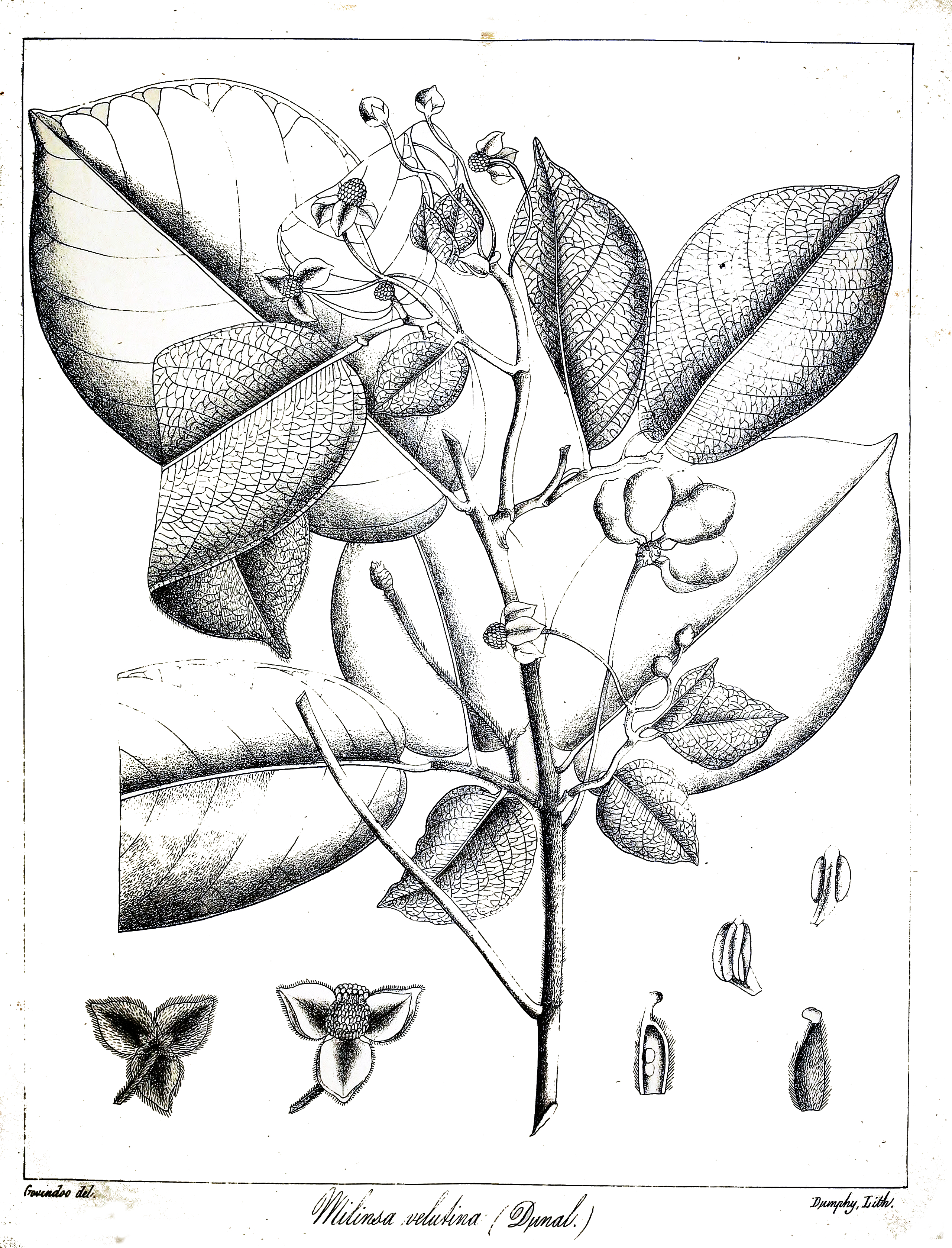
Miliusa velutina